# Lycianthes shanesii
Lycianthes shanesii är en potatisväxtart som först beskrevs av Ferdinand von Mueller, och fick sitt nu gällande namn av Anthony R. Bean. Lycianthes shanesii ingår i Himmelsögonsläktet som ingår i familjen potatisväxter. Inga underarter finns listade i Catalogue of Life.

## Bildgalleri

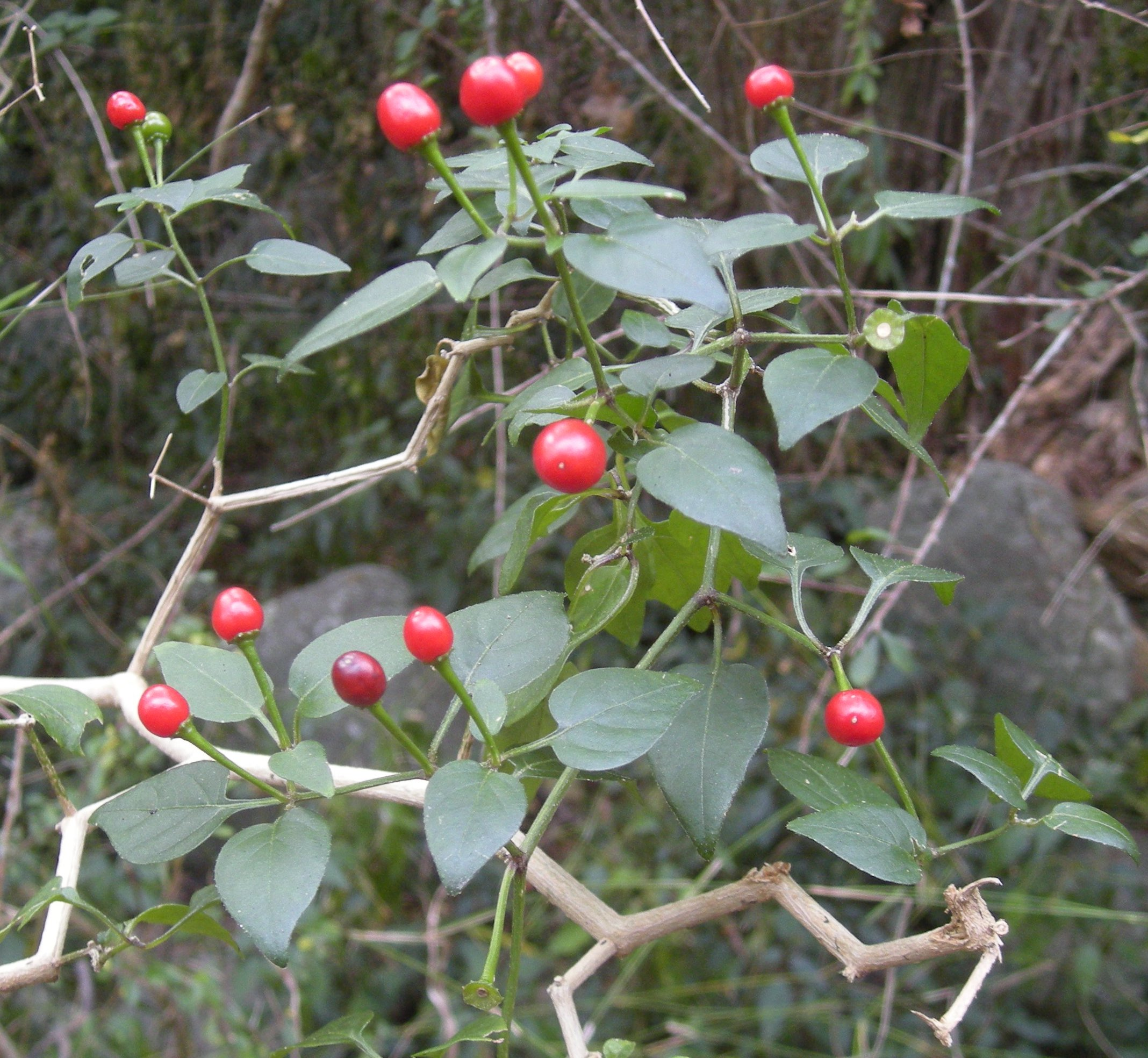